# タヤン・カン

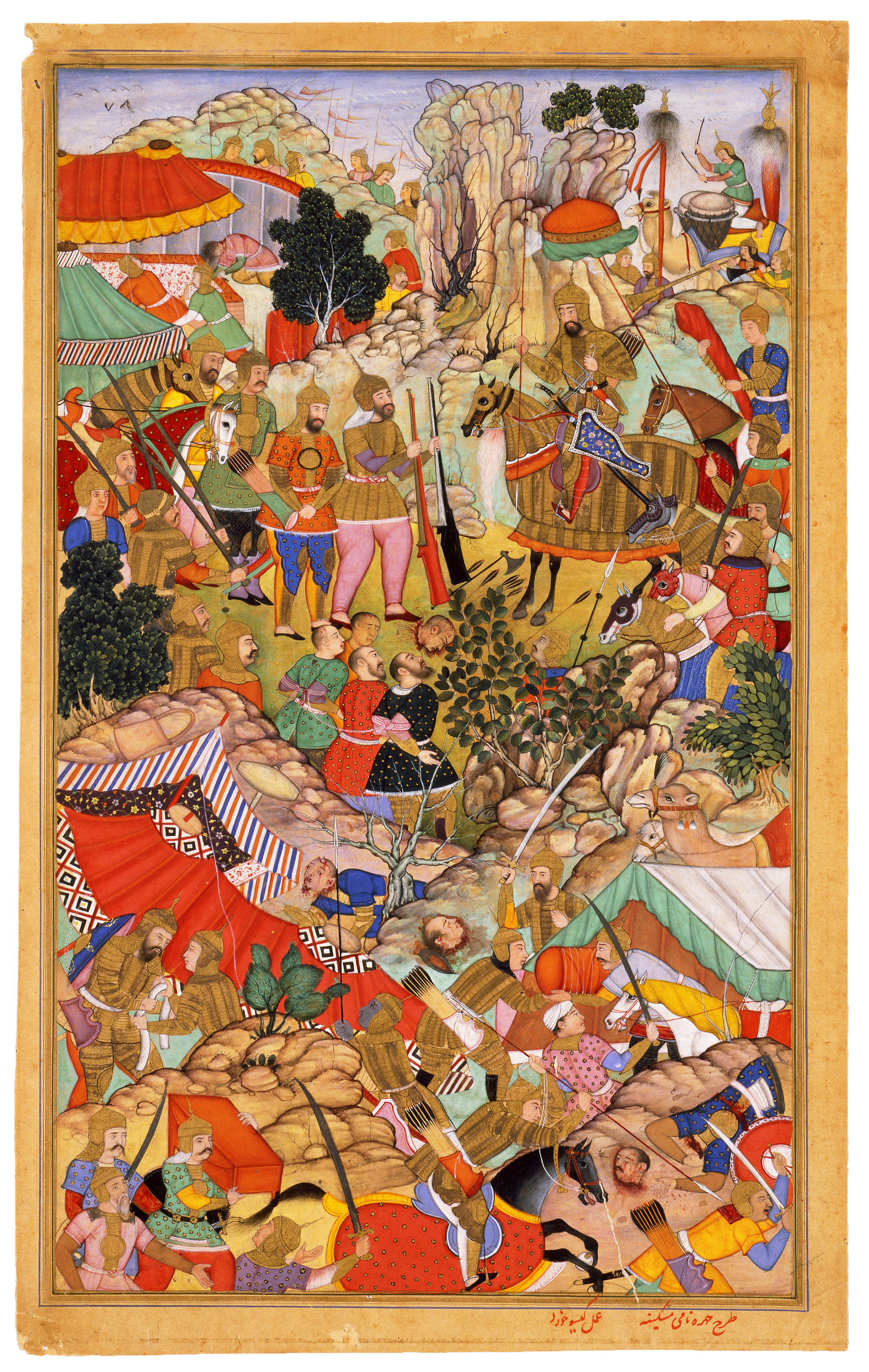
タヤン・カン

タヤン・カン（Tayang Qan, 生年不詳 - 1204年）は、モンゴル高原西部の遊牧部族連合ナイマンの最後のカン(Qan)。漢字表記は塔陽罕、太陽可汗、泰陽罕、『集史』などのペルシア語表記では تايانك　خان　Tāyānk khān（ターヤーン・ハーン）と表記される。実名はタイ・ブカ（Tai Buqa 脱児魯黒）。父はイナンチュ・ビルゲ・ブク・カン、母および妻はグルベス。子は西遼の王となったクチュルク。

## 生涯
ナイマン族の君主イナンチュ・ビルゲ・ブク・カンの死後、その2子タイ・ブカとその弟ブイルクは父の愛妾を取り合って不和となり、部族を分裂させた。タイ・ブカは父の帳殿と平原地方を保持し、弟のブイルクは自分とのつながりの深い数部族を率いて、アルタイ山脈に近い、キジル・バシュの山地に退いた。タイ・ブカは金朝の皇帝から貰った「タイ・ワン（大王）」という称号を帯びていたが、モンゴル人がこれを「タヤン」と発音したので、「タヤン・カン（太陽汗）」と呼ばれた。
タヤン・カンはモンゴル族の首長テムジン（後のチンギス・カン）の隆々たる勢力を見て、オングト族の王アラクシュ・テギンへ使節を派遣し、森の王テムジンに対して共闘しようと請うた。しかし、アラクシュ・テギンはこの申し出をテムジンに通報した。
1204年春、テムジンはクリルタイ（大集会）を招集してナイマン侵攻を決定し、秋を待ってナイマン領土に侵攻した。タヤン・カンはアルタイ山から出発し、カンガイ山（ハンガイ山脈）の麓にその本陣を置いた。タヤン・カンの軍旗のもとには、メルキト王のトクトア・ベキ、ケレイト首領のアリン・タイシ、オイラト王のクドカ・ベキ、ジャジラト氏の首領ジャムカ、その他ドルベン、タタル、カタキン、サルジウトといった諸部族が集結した。両軍がわずかの距離に接近した時、ナイマン軍は敵の陣営から痩せた馬が出てきたのを見て、モンゴルの騎兵が悪い状態にあると判断し、タヤン・カンは軍をゆっくり背進させ、敵を疲労させようとしたが、将の一人コリ・スベチ(Qori Sübeči)が「先代（イナンチュ・ビルゲ・ブク・カン）は決して自分の背はおろか、馬の尻も敵に見せたことはなかった」と諫言したため、その計画をとりやめた。
対陣中、ジャジラト氏族のジャムカはモンゴル軍の隊列をみて「敵は今、かつてないほど良好な状態にある」と言い、戦場から離れてしまう。同じ日、両軍はやや広々とした渓谷において戦闘を開始し、日の沈むころになってナイマン軍は遂に逃走し始めた。タヤン・カンは全身に負傷を受けて、ある高地の上に退却した。彼の重臣たちは彼を鼓舞しようと努め、コリ・スベチは彼の妻妾たち、特に寵姫グルベスが盛装して待っていると叫んだが、その効果はなく、出血のため衰弱したタヤン・カンは地上に倒れたまま動かなかった。その後、降伏を拒んだコリ・スベチらは玉砕を決意し、モンゴル軍に突入してことごとく戦死した。

## ナイマン王家
- イナンチュ・ビルゲ・ブク・カン（Inančü Bilge Bügü Qan ＞亦難察罕/yìnánchá hǎn,اینانچ بلگه بوکو خان/īnānch bilge būkū khān）
  - ブイルク・カン（Buyiruγ qan ＞不亦魯黒罕/bùyìlŭhēi hǎn,بویروق خان/būīrūq khān）
  - タヤン・カン（Tayang Qan ＞塔陽罕/tǎyáng hǎn,تايانك خان/tāyānk khān）
    - クチュルク（Küčülüg ＞古出魯克/gŭchūlŭkè,كوچلك خان/kūchuluk khān）
      - チャウン（Ča'un ＞敞温/chǎngwēn）
        - チャウス（Ča'us ＞抄思/chāosī）
          - ベテキン（Betekin ＞別的因/biédeyīn）
- ナルクシュ・タヤン・カン（Naruqš Tayan Qan ＞نارقیش تايانك/nārqīsh tāyānk）

## 参考資料
- C.M.ドーソン『モンゴル帝国史』1巻（佐口透訳注、東洋文庫、平凡社、1968年3月、ISBN 4582801102）
- 訳注：村上正二『モンゴル秘史1 チンギス・カン物語』（平凡社、1970年、ISBN 4582801633）
- 訳注：村上正二『モンゴル秘史2 チンギス・カン物語』（平凡社、1972年、ISBN 4582802095）